# Ivan Matyazh
Ivan Matyazh (Donetsk, Ucrania, 15 de febrero de 1988) es un futbolista ucraniano. Juega de centrocampista y su equipo actual es el FC Avanhard Kramatorsk de la Persha Liha.

## Clubes
| Club                         | País    | Año       |
| ---------------------------- | ------- | --------- |
| FC Shakhtar-2 Donetsk        | Ucrania | 2004-2009 |
| FC Zorya Luhansk II (cedido) | Ucrania | 2007-2008 |
| FC Olimpik Donetsk (cedido)  | Ucrania | 2009      |
| SC Tavriya Simferopol        | Ucrania | 2010-2011 |
| FC Olimpik Donetsk           | Ucrania | 2011-2012 |
| Metalurh Zaporizhia          | Ucrania | 2012-2015 |
| Illichivets Mariupol         | Ucrania | 2015      |
| FC Olimpik Donetsk           | Ucrania | 2015-2017 |
| NK Istra 1961                | Croacia | 2017-2018 |
| FC Chernomorets Odessa       | Ucrania | 2018      |
| FC Avanhard Kramatorsk       | Ucrania | 2018-     |